# Боктен
Боктен (нім. Böckten) — громада  в Швейцарії в кантоні Базель-Ланд, округ Зіссах.

## Географія
Громада розташована на відстані близько 65 км на північний схід від Берна, 8 км на схід від Лісталя.
Боктен має площу 2,3 км², з яких на 14,1% дозволяється будівництво (житлове та будівництво доріг), 43,6% використовуються в сільськогосподарських цілях, 41% зайнято лісами, 1,3% не є продуктивними (річки, льодовики або гори).

## Демографія
2019 року в громаді мешкало 825 осіб (+5,4% порівняно з 2010 роком), іноземців було 11,8%. Густота населення становила 362 осіб/км².
За віковим діапазоном населення розподілялося таким чином: 20,7% — особи молодші 20 років, 60,2% — особи у віці 20—64 років, 19% — особи у віці 65 років та старші. Було 346 помешкань (у середньому 2,3 особи в помешканні).
Із загальної кількості 572 працюючих 11 було зайнятих в первинному секторі, 399 — в обробній промисловості, 162 — в галузі послуг.